# Contee del Wyoming

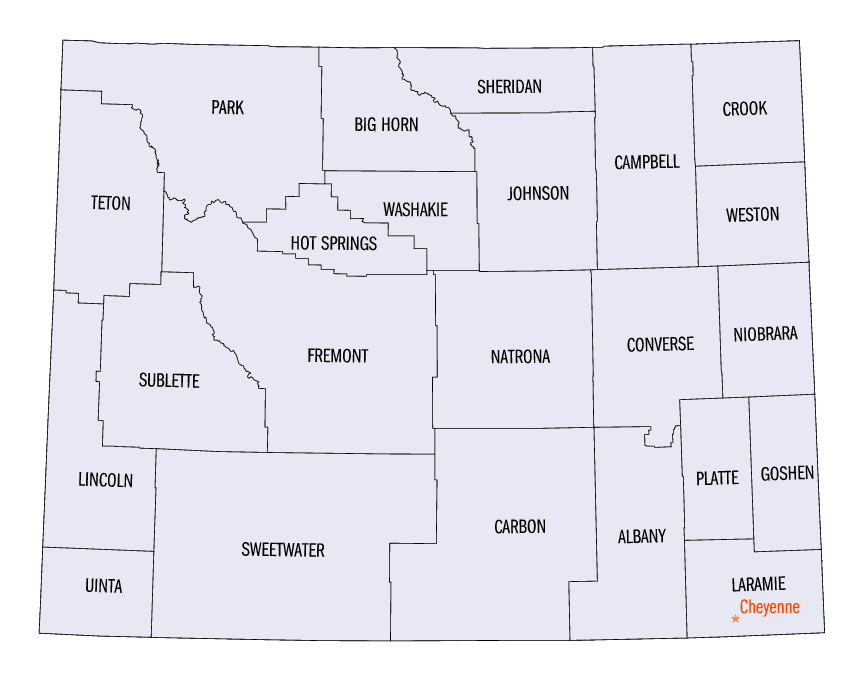
Contee del Wyoming

Nello Stato del Wyoming, negli Stati Uniti d'America, ci sono ventitré contee.
Il Wyoming divenne il 44º Stato dell'unione il 10 luglio 1890.

## Lista
Di seguito è riportata una lista con i dati inerenti alla data di istituzione, al capoluogo, all'etimologia, alla superficie, agli abitanti e alla collocazione nello Stato di ciascuna contea.
| Contea      | Capoluogo   | Data di istituzione | Etimologia                                                                                                  | Abitanti | Superficie | Mappa |
| ----------- | ----------- | ------------------- | --- | -------- | ---------- | ----- |
| Albany      | Laramie     | 1868                | Fu chiamata così da Charles D. Bradley in onore della capitale del suo Stato, lo Stato di New York, Albany. | 37 066   | 11 160 km² |       |
| Big Horn    | Basin       | 1897                | Monti Bighorn.                                                                                              | 11 521   | 8 125 km²  |       |
| Campbell    | Gillette    | 1911                | Robert Campbell (un commerciante) o a John Allen Campbell, governatore del Wyoming.                         | 47 026   | 12 437 km² |       |
| Carbon      | Rawlins     | 1868                | Territorio ricco di carbone.                                                                                | 14 537   | 20 627 km² |       |
| Converse    | Douglas     | 1888                | Amasa R. Converse, presbiteriano.                                                                           | 13 751   | 11 046 km² |       |
| Crook       | Sundance    | 1875                | George Crook, generale statunitense.                                                                        | 7 181    | 7 436 km²  |       |
| Fremont     | Lander      | 1884                | John Charles Frémont, generale e politico statunitense.                                                     | 39 234   | 23 999 km² |       |
| Goshen      | Torrington  | 1911                | Goshen Hole, valle nel sud-ovest della contea.                                                              | 12 498   | 5 781 km²  |       |
| Hot Springs | Thermopolis | 1911                | Sorgenti calde (hot springs in inglese) che si trovano vicino a Thermopolis.                                | 4 621    | 5 196 km²  |       |
| Johnson     | Buffalo     | 1875                | E.P Johnson, avvocato Cheyenne.                                                                             | 8 447    | 10 813 km² |       |
| Laramie     | Cheyenne    | 1867                | Jacques La Ramée, commerciante franco-canadese.                                                             | 100 512  | 6 962 km²  |       |
| Lincoln     | Kemmerer    | 1911                | Abraham Lincoln, sedicesimo presidente degli Stati Uniti.                                                   | 16 581   | 10 590 km² |       |
| Natrona     | Casper      | 1888                | Depositi di natron presenti nella contea.                                                                   | 79 955   | 13 924 km² |       |
| Niobrara    | Lusk        | 1911                | Fiume Niobrara.                                                                                             | 2 467    | 6 806 km²  |       |
| Park        | Cody        | 1909                | Parco nazionale di Yellowstone.                                                                             | 29 624   | 18 050 km² |       |
| Platte      | Wheatland   | 1911                | Fiume North Platte.                                                                                         | 8 605    | 5 467 km²  |       |
| Sheridan    | Sheridan    | 1888                | Philip Sheridan, generale durante la guerra civile americana.                                               | 30 921   | 6 545 km²  |       |
| Sublette    | Pinedale    | 1921                | William Sublette, esploratore e commerciante statunitense.                                                  | 8 728    | 12 784 km² |       |
| Sweetwater  | Green River | 1867                | Fiume Sweetwater.                                                                                           | 42 272   | 27 172 km² |       |
| Teton       | Jackson     | 1921                | Teton Range, catena montuosa.                                                                               | 23 331   | 10 935 km² |       |
| Uinta       | Evanston    | 1869                | Monti Uinta.                                                                                                | 20 450   | 5 408 km²  |       |
| Washakie    | Worland     | 1911                | Washakie, capo Shoshone.                                                                                    | 7 685    | 5 809 km²  |       |
| Weston      | Newcastle   | 1890                | John Weston, geologo.                                                                                       | 6 838    | 6 216 km²  |       |